# 大塞丁湖

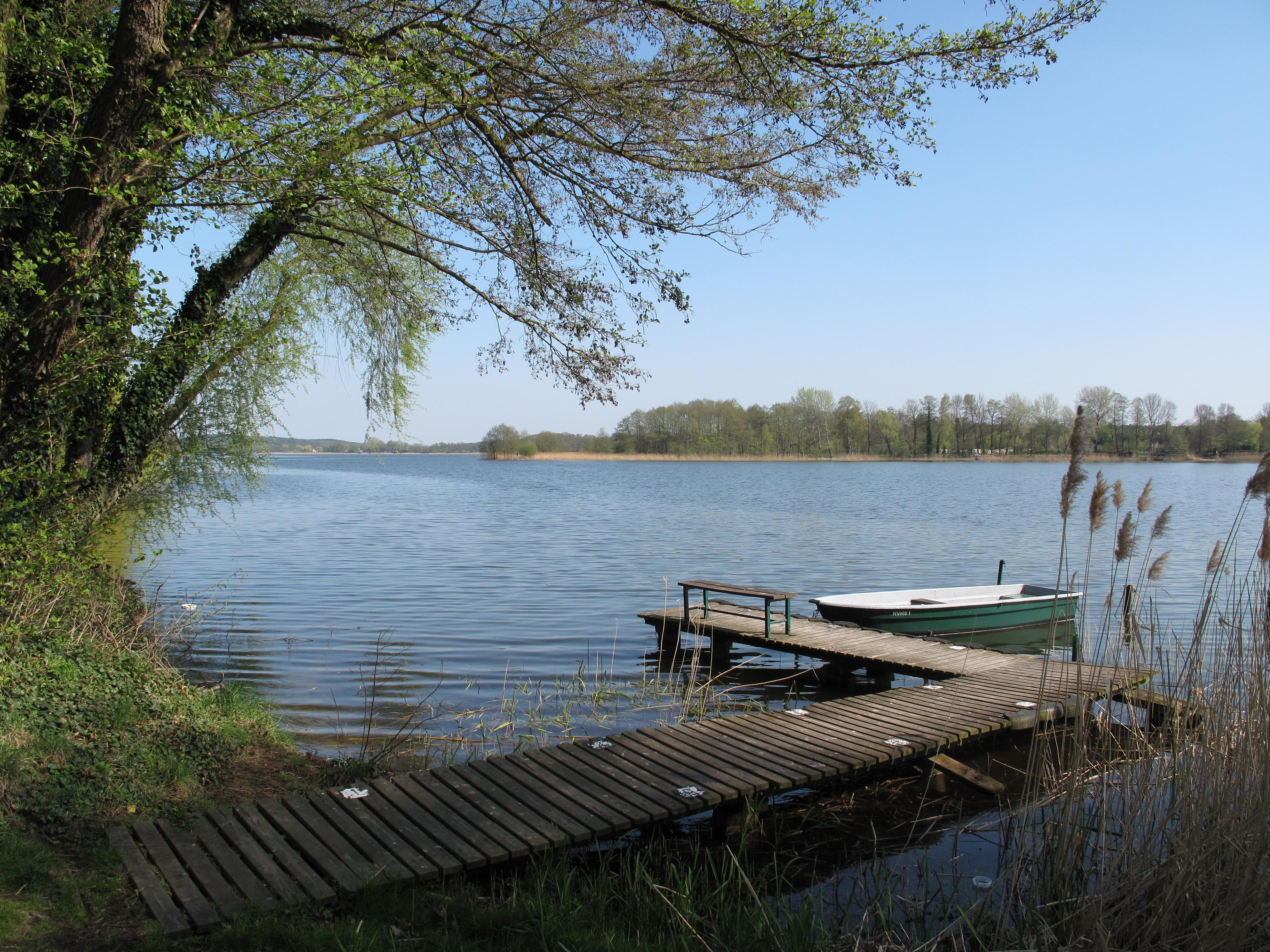

52°16′29″N 13°1′56″E / 52.27472°N 13.03222°E
大塞丁湖（德語：Großer Seddiner See），是德國的湖泊，位於該國西南部，由勃蘭登堡州負責管轄，處於波茨坦-米特爾馬克縣，長3.9公里、寬1.1公里，面積2.18平方公里，海拔高度39米，平均水深3米，最大水深7.2米，湖岸線長度10.2公里，水體容量662萬立方米。